# 疊蓆
疊蓆是房間裏供人坐或臥的一種家具。為日本传统房间「和室」內铺设地板的材料，新字体寫作，假名，現代漢語常音譯為榻榻米、塌塌米、他他米等。

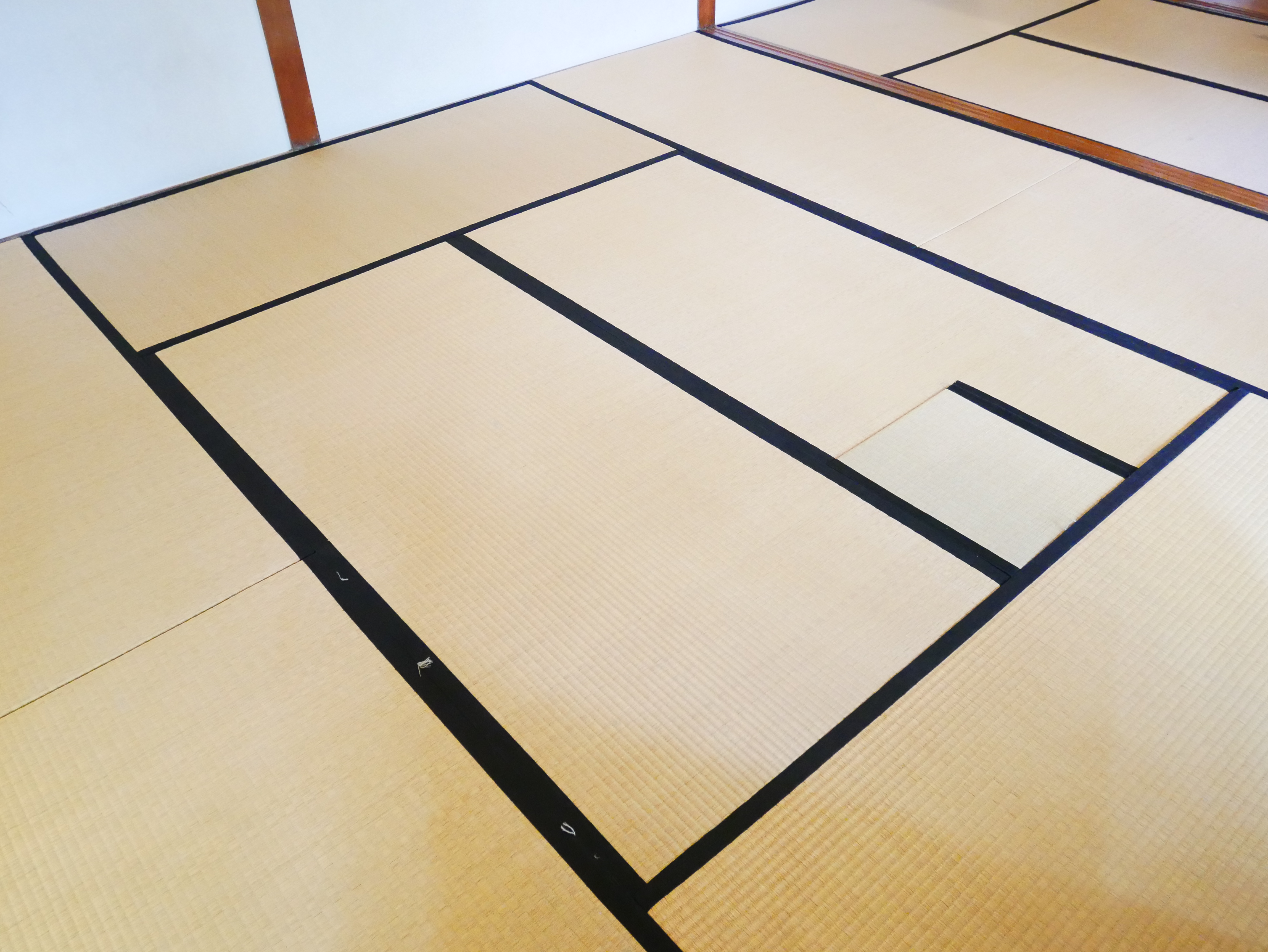
北投文物館客房疊蓆

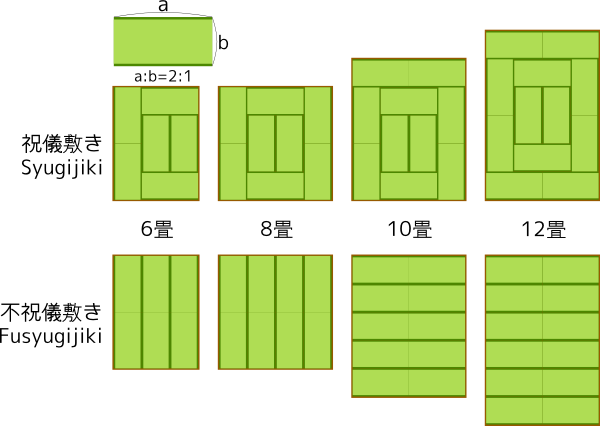
各種鋪組類型

榻榻米是使用墊子（疊表）來包覆板狀的素材（疊床）。「疊表」使用燈心草來編織，使用稻稈作為填充材料；近年来也开始使用木屑或聚苯乙烯泡沫塑料來製作疊表。

## 各地的疊蓆

### 中國
蓆本作「席」，是一種坐具。中國古代的席是鋪於筵之上；筵則是直接鋪在地板上的墊子，在上面再鋪上席。席可以疊加，故稱「疊蓆」。筵的厚度則為席的兩倍。
席疊加的數量與人的地位有關，地位越高疊加之席越多，《禮記》載周天子之席五重，諸侯之席三重，大夫則為二重。中國的席居文化，在漢代達到高峰，唐朝时期席居制度就已经消亡，逐漸被椅凳取代。

### 日本
榻榻米起源於堆疊的稻草， 平安時代時，堆疊的稻草逐漸變厚、數量尺寸也變得標準化，演變成類似現代的榻榻米墊。室町時代起，日本的疊開始變成鋪滿整個居室的家具，但此時尺寸仍未標準化。江户时代起，畳的大小尺寸開始规格化。一张榻榻米的传统尺寸是寬半間長一間，宽91厘米，长182厘米，厚5厘米，面积1.62平方米，也有尺寸为91厘米乘91厘米的半张榻榻米。因为榻榻米的大小是固定的，所以传统的日本建筑中，房间尺寸都是90厘米的整数倍。值得一提的是，东京和关东地区的榻榻米要比京都和关西地区的稍稍小一些，东京的榻榻米尺寸是86厘米乘172厘米，面积1.53平方米。一般規格分京間（本間，955mm×1910mm）、中京間（三六間，910mm×1820mm）、江戸間（關東間、鄉村間、五八間，880mm×1760mm）、團地間（公團間、五六間，850mm×1700mm）。
在日本，典型房间的面积是用榻榻米的塊数来计算的，一塊稱為一疊。传统的商店店堂设计为五疊半（8.91平方米），茶室常常是四疊半（6.97平方米）。铺设組合时，依榻榻米的数量而有不同的排列方式。据说如果摆放方式不合风水就可能会带来灾祸，比如四疊半的半疊置中的左巴字形擺法，稱為「切腹之間」（切腹の間），其中三席是來檢查是否執行。除了喪葬及房間面積廣大的情況，榻榻米一定不能摆放成格子形，即绝对不能出现四塊榻榻米的角聚在一處的組合，所以一般和室的面積至少也有四疊半，否則無法避開四個角聚在一起的組合，事實上2疊、3疊的部屋很常見。
榻榻米与日本的神道教宗教仪式和茶道都有密切联系，现代許多日本家庭的房屋中仍然至少有一间铺设榻榻米的房间。

### 臺灣
臺灣從日治時期由日本人引進疊蓆，臺語唸作Tha-thá-mih，一般寫作「榻榻米」。主要市鎮仍有製蓆老店傳承至今。然而隨著生活習慣西化，許多老店客群改以老建築修復、或宗教拜墊等為主。
此外，臺灣在算屋內或地產面積習慣用「坪」為單位，一坪就是兩塊疊蓆合起來的正方形大小，約為3.3平方米。